# Catoptria oregonicus
Catoptria oregonicus là một loài bướm đêm trong họ Crambidae.